# August Lanner
August Lanner   (Viena, 23 de gener de 1835 - Viena, 27 de setembre de 1855) va ser un compositor, violinista i director musical austríac.

## Biografia
August Lanner era fill del també compositor Joseph Lanner. Va assistir a l'Escola Santa Anna sense rebre cap formació musical especial aquí. Les seves primeres lliçons de música d'harmonia li van donar el mestre de capella Josef Strebinger. Més tard va rebre formació en composició del compositor vienès Joseph Hellmesberger i del professor Joseph Mayseder. Entre els seus primers esforços compositius hi ha un vals que no ha sobreviscut.
Després de la mort prematura del seu pare el 1843, August va dirigir l'orquestra del seu pare als vuit anys al "Bräuhausgarten in Fünfhaus" davant d'uns 2.000 visitants. Va fer el seu debut el 1853, però va viure només dos anys quan va morir d'una malaltia pulmonar als vint anys. [1] En la seva curta carrera, August Lanner va compondre unes 30 peces de dansa.

## Obres (selecció)
- D’ersten Gedanken op.1, Walzer[3]
- Amalien-Polka op.14, für Orchester[4]